# قرة قوتش (غرمي)
قرة قوتش (بالفارسية: قره‌قوچ) هي قرية تقع في أردبيل في إيران. يقدر عدد سكانها بـ 216 نسمة.